# Srebrny Niedźwiedź dla najlepszego aktora
Srebrny Niedźwiedź dla najlepszego aktora (niem. Silberner Bär/Bester Darsteller) – nagroda przyznawana corocznie na Międzynarodowym Festiwalu Filmowym w Berlinie w latach 1956–2020 dla najlepszej roli męskiej spośród filmów konkursu głównego. Laureata nagrody wybierało międzynarodowe jury konkursu głównego. W krótkim okresie lat 1969–1970 oraz 1973–1974 nagroda nie była przyznawana.
Organizatorzy festiwalu zdecydowali się od 2021 zastąpić nagrodę dla najlepszego aktora i aktorki wyróżnieniami za najlepszą rolę główną oraz drugoplanową po to, by nie różnicować wykonawców ze względu na ich płeć. Berlinale było pierwszym międzynarodowym festiwalem, który zdecydował się na taki równościowy i neutralny płciowo krok.

## Statystyki

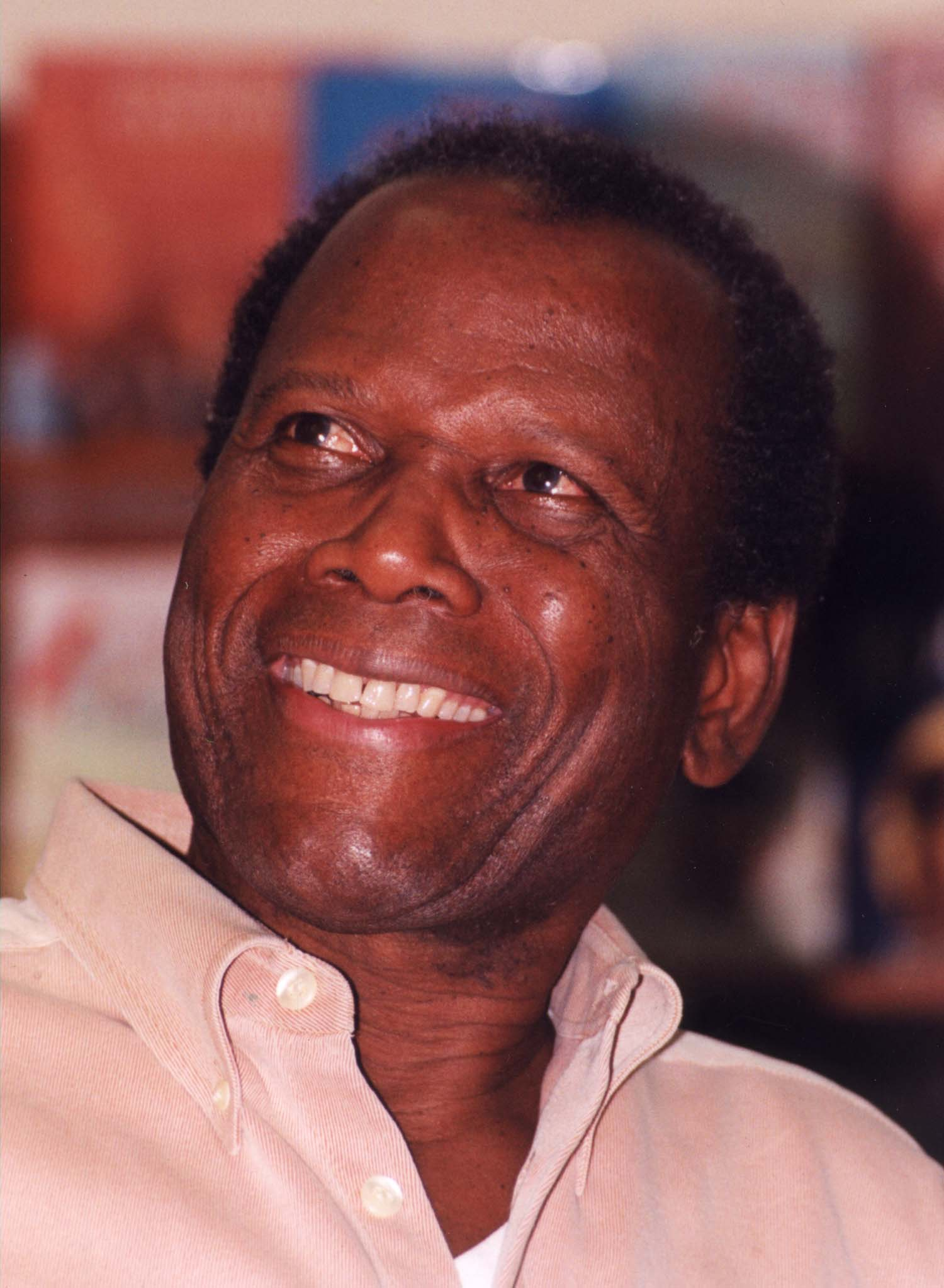
Sidney Poitier, jeden z czterech dwukrotnych laureatów nagrody.

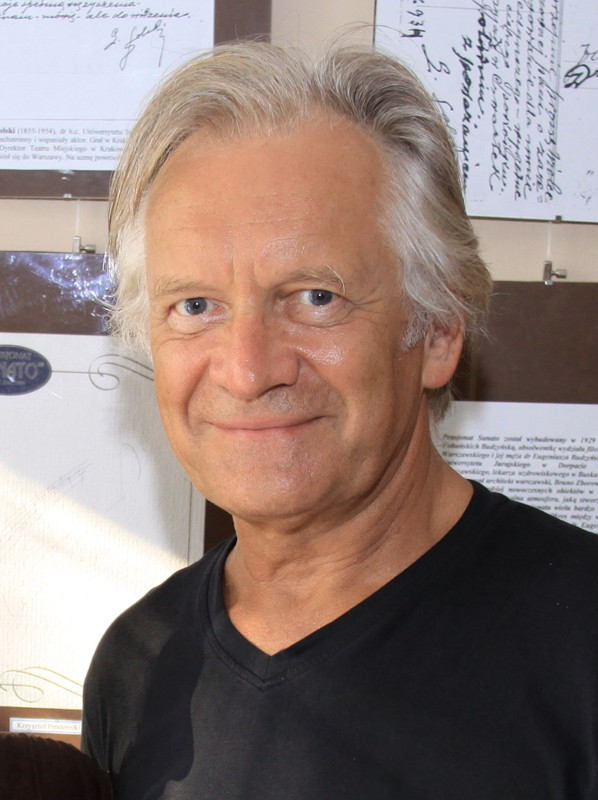
Andrzej Seweryn, jedyny polski laureat Srebrnego Niedźwiedzia – za rolę w filmie Dyrygent (1980).

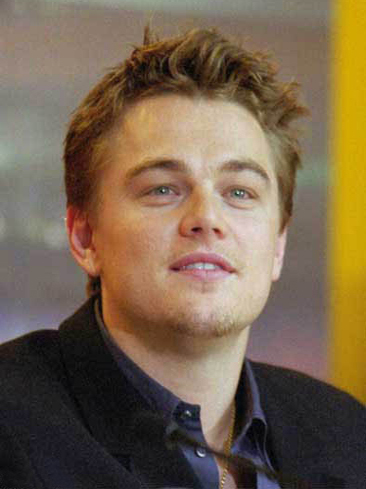
Leonardo DiCaprio, zdobywca Srebrnego Niedźwiedzia za rolę w filmie Romeo i Julia (1996).

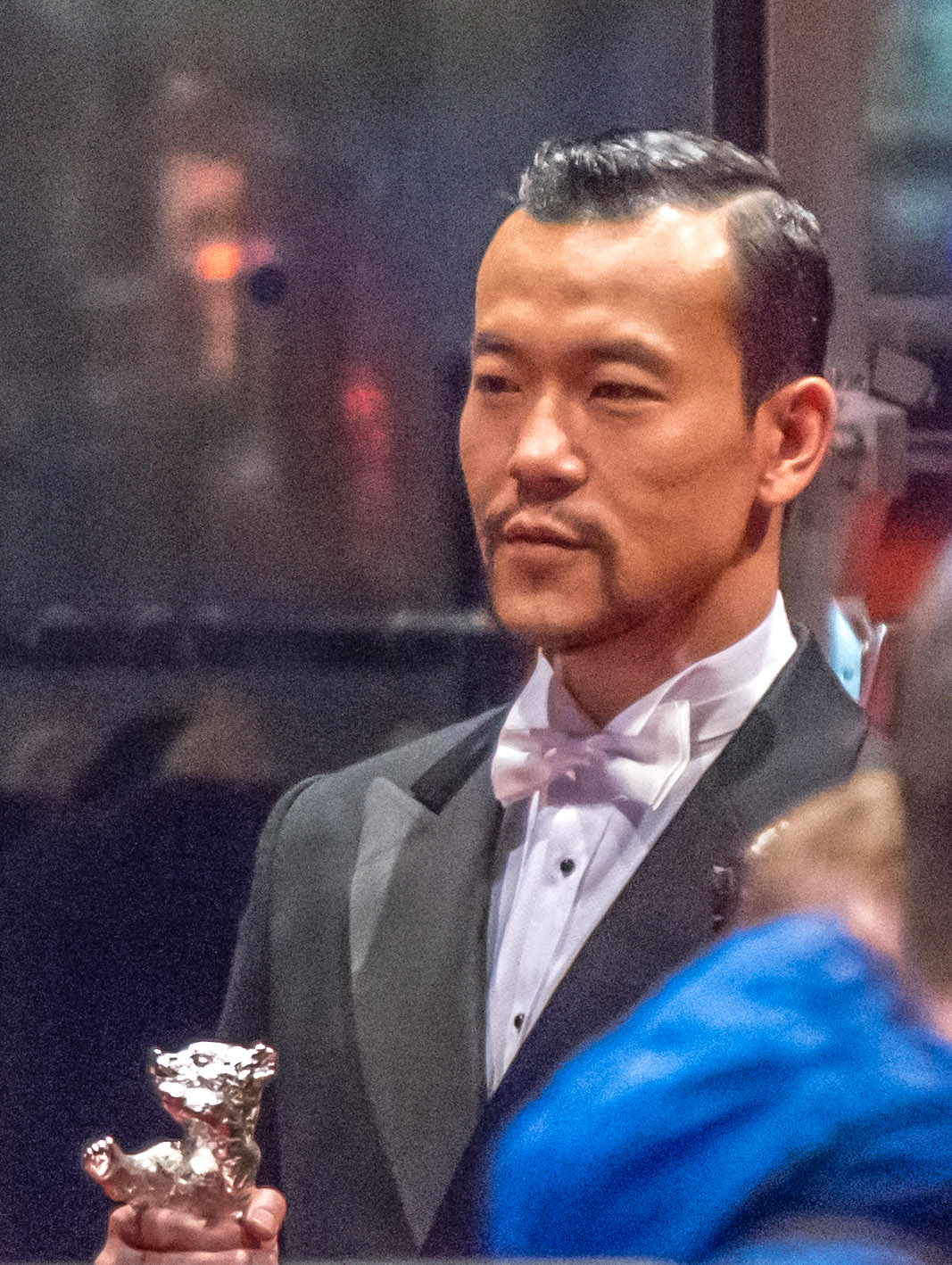
Liao Fan ze Srebrnym Niedźwiedziem za rolę w filmie Czarny węgiel, kruchy lód (2014).

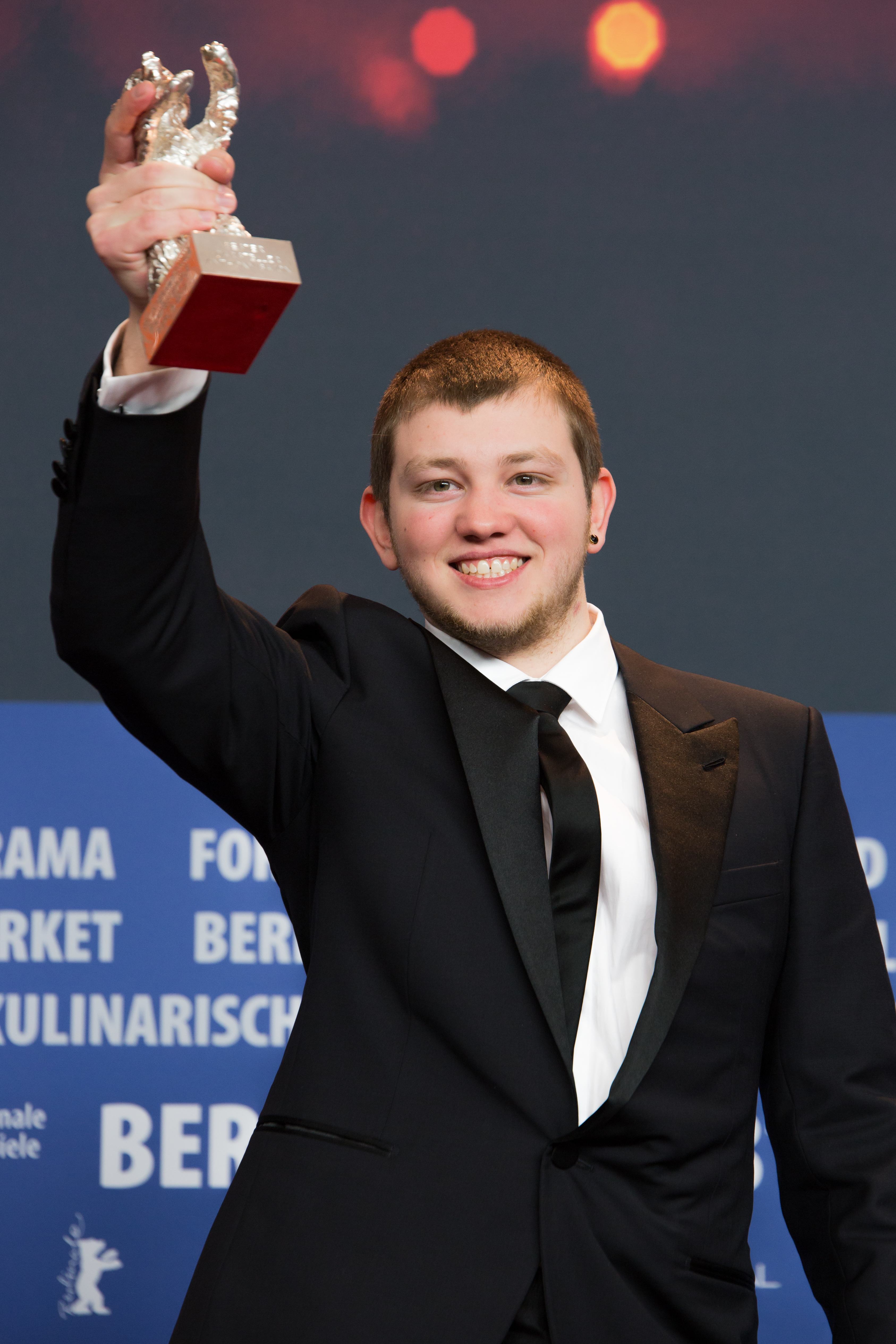
Anthony Bajon ze Srebrnym Niedźwiedziem za rolę w filmie Modlitwa (2018).

Najczęściej nagradzane były role aktorów amerykańskich (19 wyróżnień) i francuskich (7). W jednym przypadku jury przyznało nagrodę dla aktorskiego kolektywu (od trzech aktorów wzwyż) – dotyczyło to irańskiego filmu Rozstanie (2011, czterech nagrodzonych aktorów).
Czterem aktorom udało się zdobyć Srebrnego Niedźwiedzia dwukrotnie. W kolejności chronologicznej byli to:
- Amerykanin Sidney Poitier (1958, 1963)
- Francuz Jean Gabin (1959, 1971)
- Hiszpan Fernando Fernán Gómez (1977, 1985)
- Amerykanin Denzel Washington (1993, 2000)

Pierwszym czarnoskórym laureatem był amerykański aktor Sidney Poitier (1958). Najmłodszym zdobywcą nagrody był Amerykanin Lou Taylor Pucci – miał skończonych zaledwie 19 lat. Najstarszym laureatem był 78-letni Anglik Tom Courtenay (2015).
Amerykanie Jack Lemmon i Sean Penn to jedyni aktorzy, którzy zdobyli nagrody aktorskie na wszystkich trzech najważniejszych europejskich festiwalach filmowych: Puchar Volpiego na MFF w Wenecji, nagrodę dla najlepszego aktora na MFF w Cannes oraz Srebrnego Niedźwiedzia na MFF w Berlinie. Cztery role nagrodzone w Berlinie przyniosły ich laureatom również Oscara dla najlepszego aktora pierwszo- lub drugoplanowego (Sidney Poitier, Lee Marvin, Tom Hanks i Benicio del Toro).
Jedynym polskim zdobywcą nagrody był Andrzej Seweryn (1980).

## Laureaci Srebrnego Niedźwiedzia
| Rok       | Aktor                                                         | Tytuł polski                    | Tytuł oryginalny                                                                       |                        |
| --------- | ------------------------------------------------------------- | ------------------------------- | -------------------------------------------------------------------------------------- | ---------------------- |
| 1956      | Burt Lancaster                                                | Trapez                          | Trapeze                                                                                |                        |
| 1957      | Pedro Infante                                                 | Tizoc                           | Tizoc                                                                                  |                        |
| 1958      | Sidney Poitier                                                | Ucieczka w kajdanach            | The Defiant Ones                                                                       |                        |
| 1959      | Jean Gabin                                                    | Włóczęga                        | Archimède le clochard                                                                  |                        |
| 1960      | Fredric March                                                 | Kto sieje wiatr                 | Inherit The Wind                                                                       |                        |
| 1961      | Peter Finch                                                   | No Love for Johnnie             | No Love for Johnnie                                                                    |                        |
| 1962      | James Stewart                                                 | Pan Hobbs jedzie na wakacje     | Mr. Hobbs Takes a Vacation                                                             |                        |
| 1963      | Sidney Poitier                                                | Polne lilie                     | Lilies of the Field                                                                    |                        |
| 1964      | Rod Steiger                                                   | Lombardzista                    | The Pawnbroker                                                                         |                        |
| 1965      | Lee Marvin                                                    | Kasia Ballou                    | Cat Ballou                                                                             |                        |
| 1966      | Jean-Pierre Léaud                                             | Męski - żeński: 15 scen z życia | Masculin, féminin                                                                      |                        |
| 1967      | Michel Simon                                                  | Stary człowiek i dziecko        | Le vieil homme et l'enfant                                                             |                        |
| 1968      | Jean-Louis Trintignant                                        | Człowiek, który kłamie          | L’homme qui ment                                                                       |                        |
| 1969 1970 | Nagrody nie przyznano.                                        | Nagrody nie przyznano.          | Nagrody nie przyznano.                                                                 | Nagrody nie przyznano. |
| 1971      | Jean Gabin                                                    | Kot                             | Le chat                                                                                |                        |
| 1972      | Alberto Sordi                                                 | Urlop w więzieniu               | Detenuto in attesa di giudizio                                                         |                        |
| 1973 1974 | Nagrody nie przyznano.                                        | Nagrody nie przyznano.          | Nagrody nie przyznano.                                                                 | Nagrody nie przyznano. |
| 1975      | Vlastimil Brodský                                             | Jakub kłamca                    | Jakob, der Lügner                                                                      |                        |
| 1976      | Gerhard Olschewski                                            | Utracone życie                  | Verlorenes Leben                                                                       |                        |
| 1977      | Fernando Fernán Gómez                                         | Anachoreta                      | El anacoreta                                                                           |                        |
| 1978      | Craig Russell                                                 | Outrageous!                     | Outrageous!                                                                            |                        |
| 1979      | Michele Placido                                               | Ernesto                         | Ernesto                                                                                |                        |
| 1980      | Andrzej Seweryn                                               | Dyrygent                        | Dyrygent                                                                               |                        |
| 1981      | Jack Lemmon                                                   | Haracz                          | Tribute                                                                                |                        |
| 1981      | Anatolij Sołonicyn                                            | 26 dni z życia Dostojewskiego   | Двадцать шесть дней из жизни Достоевского Dwadcat' szest' dniej iz żyzni Dostojewskogo |                        |
| 1982      | Michel Piccoli                                                | Dziwna sprawa                   | Une étrange affaire                                                                    |                        |
| 1982      | Stellan Skarsgård                                             | Prostoduszny morderca           | Den enfaldige mördaren                                                                 |                        |
| 1983      | Bruce Dern                                                    | Sezon mistrzów                  | That Championship Season                                                               |                        |
| 1984      | Albert Finney                                                 | Garderobiany                    | The Dresser                                                                            |                        |
| 1985      | Fernando Fernán Gómez                                         | Stico                           | Stico                                                                                  |                        |
| 1986      | Tuncel Kurtiz                                                 | Uśmiech baranka                 | Hiuch HaGdi                                                                            |                        |
| 1987      | Gian Maria Volonté                                            | Sprawa Moro                     | Il caso Moro                                                                           |                        |
| 1988      | Manfred Möck Jörg Pose                                        | Jeden drugiego brzemiona noście | Einer trage des anderen Last                                                           |                        |
| 1989      | Gene Hackman                                                  | Missisipi w ogniu               | Mississippi Burning                                                                    |                        |
| 1990      | Iain Glen                                                     | Niemy krzyk                     | Silent Scream                                                                          |                        |
| 1991      | Maynard Eziashi                                               | Pan Johnson                     | Mister Johnson                                                                         |                        |
| 1992      | Armin Mueller-Stahl                                           | Utz                             | Utz                                                                                    |                        |
| 1993      | Denzel Washington                                             | Malcolm X                       | Malcolm X                                                                              |                        |
| 1994      | Tom Hanks                                                     | Filadelfia                      | Philadelphia                                                                           |                        |
| 1995      | Paul Newman                                                   | Naiwniak                        | Nobody's Fool                                                                          |                        |
| 1996      | Sean Penn                                                     | Przed egzekucją                 | Dead Man Walking                                                                       |                        |
| 1997      | Leonardo DiCaprio                                             | Romeo i Julia                   | Romeo + Juliet                                                                         |                        |
| 1998      | Samuel L. Jackson                                             | Jackie Brown                    | Jackie Brown                                                                           |                        |
| 1999      | Michael Gwisdek                                               | Kształty nocy                   | Nachtgestalten                                                                         |                        |
| 2000      | Denzel Washington                                             | Huragan                         | The Hurricane                                                                          |                        |
| 2001      | Benicio del Toro                                              | Traffic                         | Traffic                                                                                |                        |
| 2002      | Jacques Gamblin                                               | Przepustka                      | Laissez-passer                                                                         |                        |
| 2003      | Sam Rockwell                                                  | Niebezpieczny umysł             | Confessions of a Dangerous Mind                                                        |                        |
| 2004      | Daniel Hendler                                                | Paszport do raju                | El abrazo partido                                                                      |                        |
| 2005      | Lou Taylor Pucci                                              | Rodzinka                        | Thumbsucker                                                                            |                        |
| 2006      | Moritz Bleibtreu                                              | Cząstki elementarne             | Elementarteilchen                                                                      |                        |
| 2007      | Julio Chávez                                                  | Inny                            | El otro                                                                                |                        |
| 2008      | Mohammad Amir Naji                                            | Pieśń wróbli                    | آواز گنجشک‌ها Avaze gonjeshk-ha                                                         |                        |
| 2009      | Sotigui Kouyaté                                               | London River                    | London River                                                                           |                        |
| 2010      | Grigorij Dobrygin Siergiej Puskepalis                         | Jak spędziłem koniec lata       | Как я провёл этим летом Kak ja prowioł etim letom                                      |                        |
| 2011      | Shahab Hosseini Babak Karimi Payman Maadi Ali-Asghar Shahbazi | Rozstanie                       | جدایی نادر از سیمین Jodaeiye Nader az Simin                                            |                        |
| 2012      | Mikkel Følsgaard                                              | Kochanek królowej               | En kongelig affære                                                                     |                        |
| 2013      | Nazif Mujić                                                   | Senada                          | Epizoda u životu berača željeza                                                        |                        |
| 2014      | Liao Fan                                                      | Czarny węgiel, kruchy lód       | 白日焰火 Bai ri yan huo                                                                |                        |
| 2015      | Tom Courtenay                                                 | 45 lat                          | 45 Years                                                                               |                        |
| 2016      | Majd Mastoura                                                 | Hedi                            | نحبك هادي Inhebbek Hedi                                                                |                        |
| 2017      | Georg Friedrich                                               | Bright Nights                   | Helle nächte                                                                           |                        |
| 2018      | Anthony Bajon                                                 | Modlitwa                        | La prière                                                                              |                        |
| 2019      | Wang Jingchun                                                 | Żegnaj, mój synu                | 地久天长 Di jiu tian chang                                                             |                        |
| 2020      | Elio Germano                                                  | Chciałem się ukrywać            | Volevo nascondermi                                                                     |                        |